# Танситаронова гърмяща змия
Танситароновите гърмящи змии (Crotalus pusillus) са вид влечуги от семейство Отровници (Viperidae).
Срещат се в ограничен район в югозападната част на Мексико.
Таксонът е описан за пръв път от американския зоолог Лорънс Монро Клаубър през 1952 година.